# Piedade popular

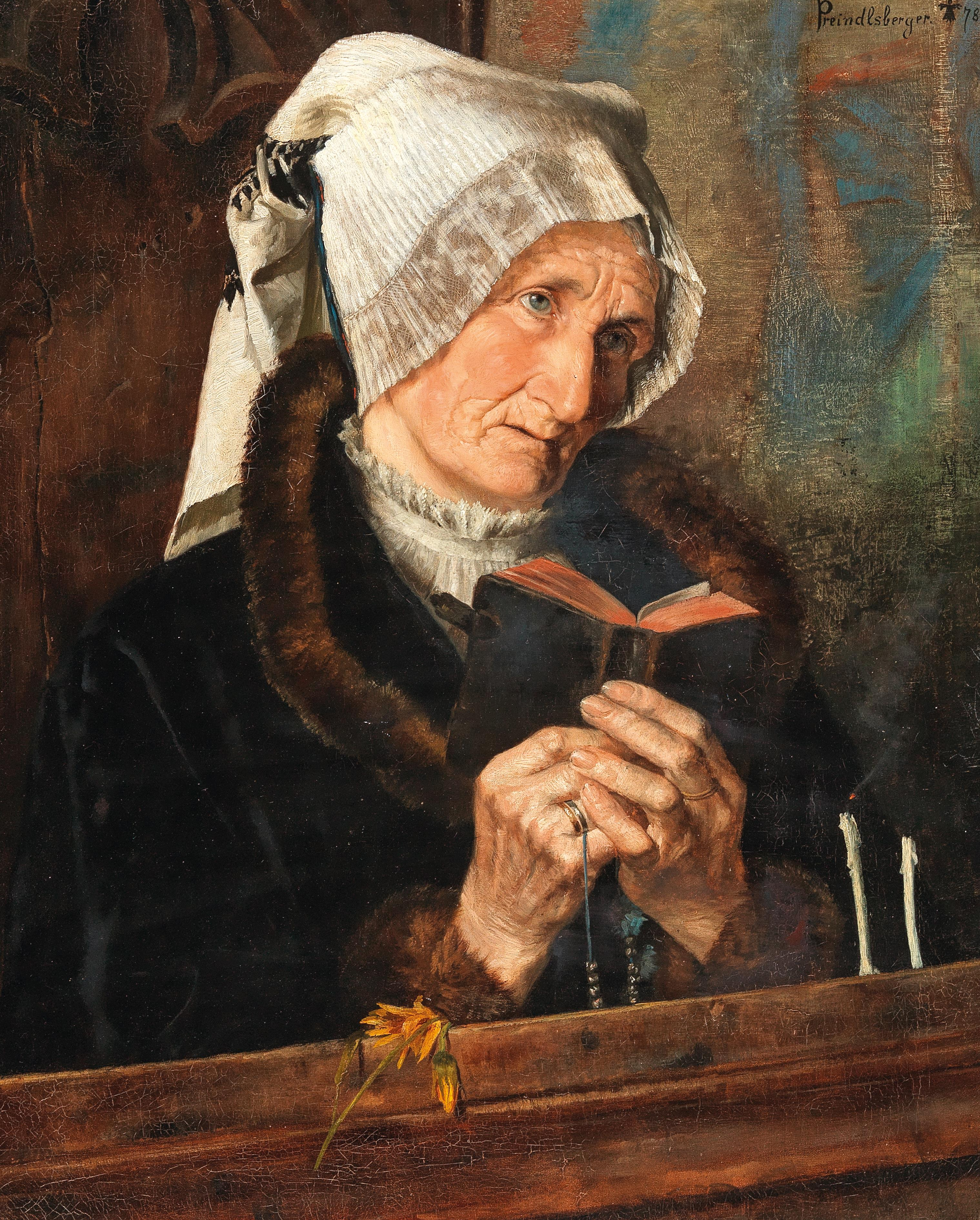
Im Gebet ("Em Oração"), 1875, óleo sobre tela por Marianne Stokes

A piedade popular refere-se às mais variadas práticas e expressões de devoção religiosa que são criadas espontaneamente pela população, sem a intervenção de instituições religiosas oficiais.

## No catolicismo
No catolicismo, a piedade popular manifesta-se sob a forma de culto privado (pessoal ou comunitário) prestado a Deus, aos Santos, às coisas santas e à Virgem Maria.
Este tipo de culto católico foi-se desenvolvendo ao longo dos tempos, à margem da Igreja oficial: por isso, está, muitas vezes associado ao chamado catolicismo popular. Mais concretamente, a piedade popular é o resultado da fé e "da cultura dum povo ou grupo social".

### A sua relação com a liturgia
A piedade popular é diferente do culto litúrgico, que é "o culto oficial prestado pela Igreja Católica com Cristo e por Cristo a Deus". Porém, apesar dessa diferença, "tem acontecido ao longo dos séculos que certas expressões da piedade popular passaram à liturgia (festas do Natal, do Sagrado Coração de Jesus, do Imaculado Coração de Maria e etc.)".
Mas, a piedade popular não é contraditória com a liturgia, sendo aceite e até, em muitas vezes, recomendada pela Igreja. Porém, é de salientar que ela não pode substituir a liturgia e todas as pessoas que a praticam devem estar sempre lembrados que todo o culto católico é, em última instância, dirigido e prestado à Santíssima Trindade.
Por outras palavras, a liturgia é o critério, o culto oficial, a forma vital da Igreja no seu conjunto alimentada diretamente pelo Evangelho. A religiosidade ou piedade popular significa que a fé cria raízes no coração dos diversos povos, entrando a fazer parte do mundo da vida quotidiana. A piedade popular é a primeira e fundamental forma de inculturação da fé, que deve continuamente deixar-se orientar e guiar pelas indicações da liturgia, mas que, por sua vez, a fecunda a partir do coração.

### Os seus riscos e a sua importância
Devido ao potencial risco de "se desviar para formas espúrias ou supersticiosas", a piedade popular "deve estar sempre sob a lúcida vigilância" da hierarquia eclesial. Mais concretamente, os clérigos católicos "devem corrigir e valorizar" as várias expressões de piedade popular, "procurando que elas se inspirem na Escritura, estejam em sintonia com a liturgia e respeitem a ortodoxia doutrinária, embora tendo em conta as tradições e as autênticas maneiras de sentir e viver do povo ou do grupo social".
Embora este tipo de culto cristão seja "de certo modo facultativo", ele é muito importante. Como por exemplo, ao longo da história da Igreja Católica, "a ele se deve em boa parte a manutenção e o crescimento da fé do povo cristão, sobretudo em períodos de fraco impacto da liturgia na generalidade dos leigos. Outra razão de estima pela piedade popular resulta do facto de ela ser especialmente vocacionada para a inculturação da fé, permitindo ao povo exprimir a fé da forma mais espontânea".

### As suas várias expressões e tipos

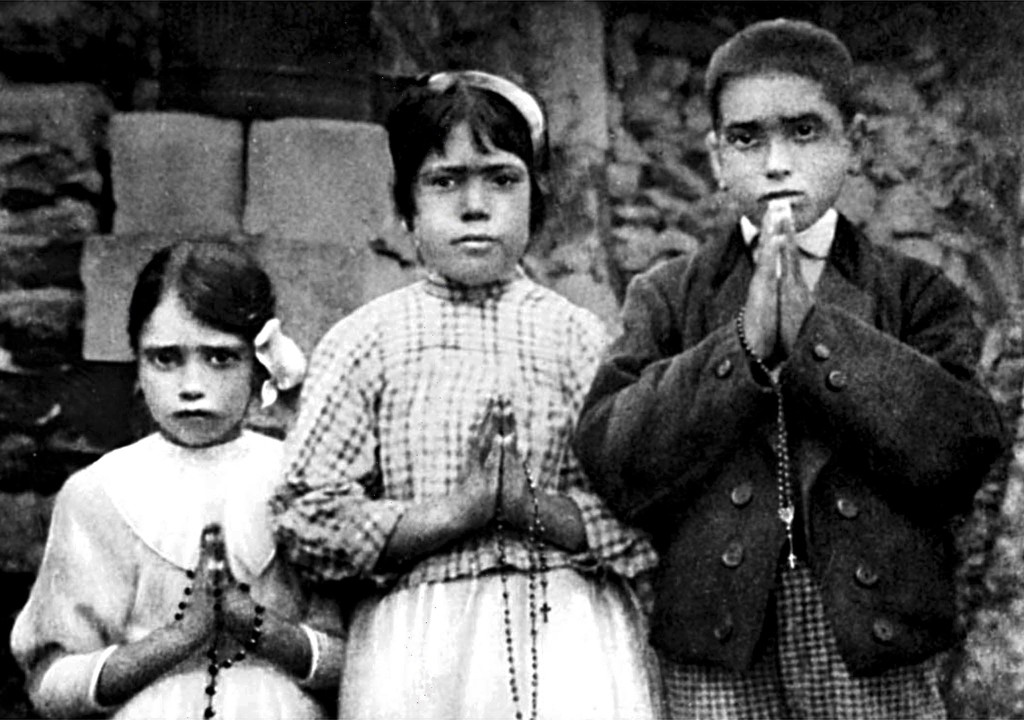
Os Pastorinhos de Fátima: Lúcia dos Santos (10 anos, na foto ao meio) e seus dois primos: Francisco (9 anos) e Jacinta Marto (7 anos) segurando seus terços, 13 de setembro de 1917

As variadas expressões de piedade popular têm o nome de "exercícios de piedade", que podem ser inspirados, sob a recomendação e autorização da Santa Sé e dos Bispos, a partir da liturgia ou ainda a partir das "devoções ou aspectos formais". Entre outras coisas, as devoções podem ser expressas em "fórmulas de orações" a Deus, a Jesus, a Virgem Maria, a São José (devoção ao Castíssimo Coração, Sete Dores e Sete Alegrias, Sete domingos...) e aos demais santos (novenas, trezena, Santo Rosário...); em "peregrinações aos lugares sagrados"; na veneração de medalhas, estátuas, relíquias e imagens sagradas e bentas; em procissões; e em outros "costumes populares".
No âmbito dos seus inúmeros exercícios de piedade, existe essencialmente dois tipos de piedade popular:
- o culto privado da veneração, que é voltado aos santos (chama-se dulia), sendo a hiperdulia uma forma de veneração especial à Virgem Maria e protodulia à São José;
- o culto privado de adoração ou latria, que é unicamente dirigido e prestado à Santíssima Trindade (Deus).

É preciso salientar que a piedade popular, mais concretamente as várias expressões devocionais, não é igual à idolatria, que é o culto de adoração que se presta a uma criatura, tributando-lhe a honra que é devida só a Deus. Apesar de a Igreja Católica insistir a diferença entre a adoração e a veneração, vários grupos religiosos, entre os quais os protestantes, acusam o culto e as devoções de veneração como um ato de idolatria.